# Johannes Brassart
Johannes Brassart, także Brasseur, Bruver, Braxatoris lub Johannes de Leodio (ur. przypuszczalnie w Lauw w Limburgii; fl. 1420–1445) – kompozytor franko-flamandzki.

## Życiorys
W 1422 roku zapisany został w rachunkach kościoła św. Jana Ewangelisty w Liège. W 1423 roku figuruje jako jego kantor. W 1431 roku przebywał w Rzymie, gdzie przez kilka miesięcy był śpiewakiem kapeli papieskiej. Następnie był członkiem kapeli soboru w Bazylei. Przed 1434 rokiem pełnił funkcję kapelana przy kościele Saint-Laurent w Liège. Przez około dekadę przebywał na dworze cesarskim, będąc kolejno członkiem kapeli Zygmunta Luksemburskiego, Albrechta II i Fryderyka III. Po powrocie do kraju ojczystego został kanonikiem i śpiewakiem przy kolegiacie Notre-Dame w Tongeren.

## Twórczość
Wysoko ceniony przez współczesnych, Franchinus Gaffurius w traktacie Practica musicae (1496) zestawia go z Johnem Dunstablem, Gillesem Binchois i Guillaume’em Dufayem. Tworzył wyłącznie muzykę religijną, przeważnie na 3, rzadziej 4 głosy. Jego dorobek obejmuje około 10 części mszalnych (w tym jedna partia Gloria–Credo), 8 introitów i 10 motetów (z czego 3 izorytmiczne). W swoich kompozycjach stosował technikę fauxbourdonu.